# Крашанка
Кра́шанка, або галу́нка — один з чотирьох основних видів розписаних великодніх яєць, разом з крапанкою, дряпанкою та писанкою (інколи писанками називають загалом всі розписані яйця). Кожен із цих видів має свою систему розпису.
Поширена серед індо-європейських народів. Наприклад, у іранців існують схожі традиції розписувати та бити яйця на свято весни Наврез. 
Крашанки робили з варених яєць для ігор та їжі, тоді як писанки — з сирого яйця і використовували для ритуального дарування.

## Історія
Яйце завжди було символом зародження життя. Крашанки наділяли охоронними властивостями.
Згідно з церковною традицією, фарбують крашанки у Чистий четвер (четвер на Страсному тижні — останній тиждень Великого посту, безпосередньо напередодні Великодня). У Велику суботу крашанки разом з паскою несуть до церкви на освячення.

## Технологія виготовлення

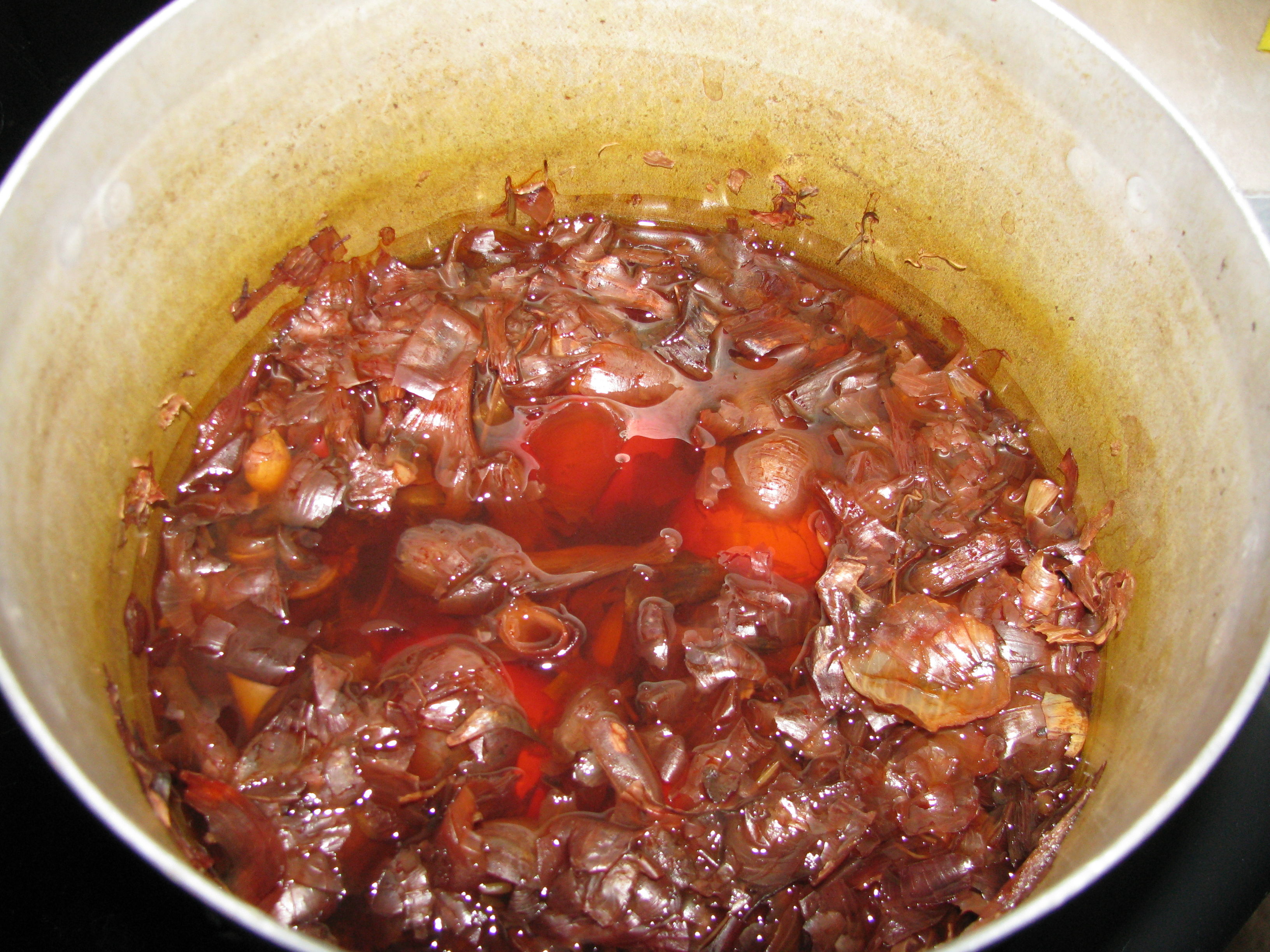
Приготування крашанок у відварі лушпиння цибулі

Традиційна технологія виготовлення крашанки є дуже простою, в порівнянні з виготовленням усіх інших видів великодніх яєць. Вона не потребує використання воску, спеціальних фарб чи писачка. У найпростішому випадку для отримання крашанок яйця варять у лушпинні цибулі. Виготовлені таким способом крашанки мають жовто-коричневий колір різної інтенсивності. Іноді до яєць прив'язують листочки петрушки, які залишають на шкаралупі світлі відбитки. Найчастіше крашанки фарбують у червоний колір, символ кохання і вічного життя.
У XX сторіччі почали також фарбувати крашанки різноманітними харчовими барвниками промислового виробництва.

## Натуральні барвники
Спочатку крашанки фарбували кров'ю в червоний колір крові. Зараз можна побачити крашанки різного забарвлення. Використовуючи відвари рослин, та залежно від мети, можна отримати наступні кольори:
- червоно-коричневий: лушпиння цибулі;
- рожевий: сік з буряку;
- світло-синій: ягоди чорниці;
- жовтий: куркума, листя берези, кора молодих яблунь і квітів календули;
- зелений: кропива, пагони молодого жита і листя барвінку;
- чорний або коричневий: кора дуба, вільхи чи оболонки волоських горіхів;
- фіолетовий: пелюстки темної мальви.

Також для фарбування використовували чебрець та кору з чорноклена. Змінюючи щільність відвару і час, протягом якого в ньому знаходяться яйця, можна регулювати насиченість кольору.